# Palaeonictis
Il paleonitto (gen. Palaeonictis) è un mammifero estinto, appartenente agli ossienodonti. Visse tra il Paleocene superiore e l'Eocene inferiore (circa 57 - 50 milioni di anni fa) e i suoi resti fossili sono stati ritrovati in Nordamerica e in Europa.

## Descrizione
Questo animale doveva essere dotato di un corpo robusto e zampe corte, e il cranio era anch'esso piuttosto corto e molto robusto. In generale, l'aspetto doveva assomigliare vagamente a quello di un ghiottone con la testa grossa. La taglia delle diverse specie di Palaeonictis era molto variabile: alcune (come Palaeonictis gigantea e P. wingi) erano di dimensioni medie, e dovevano raggiungere la taglia di un coyote; altre, invece, erano grandi quanto un orso (ad esempio P. occidentalis). La specie P. peloria è nota per una mandibola che doveva superare di molto i 20 centimetri di lunghezza. 
Le fauci di Palaeonictis erano molto robuste e i denti più forti e smussati rispetto a quelli di altri ossienodonti arcaici come Dipsalidictis. In generale, i molari possedevano tubercoli appuntiti e alti, e la funzione tagliente era ripartita, nella mascella, tra il quarto premolare superiore e il primo molare, mentre nella mandibola era tra i primi due molari. Rispetto all'assai simile Dipsalodon, Palaeonictis era dotato di un secondo molare inferiore molto più piccolo del primo molare, di un metaconide più piccolo sul secondo molare (e di un trigonide più aperto) e di un talonide meno sviluppato sul quarto premolare inferiore.

## Classificazione

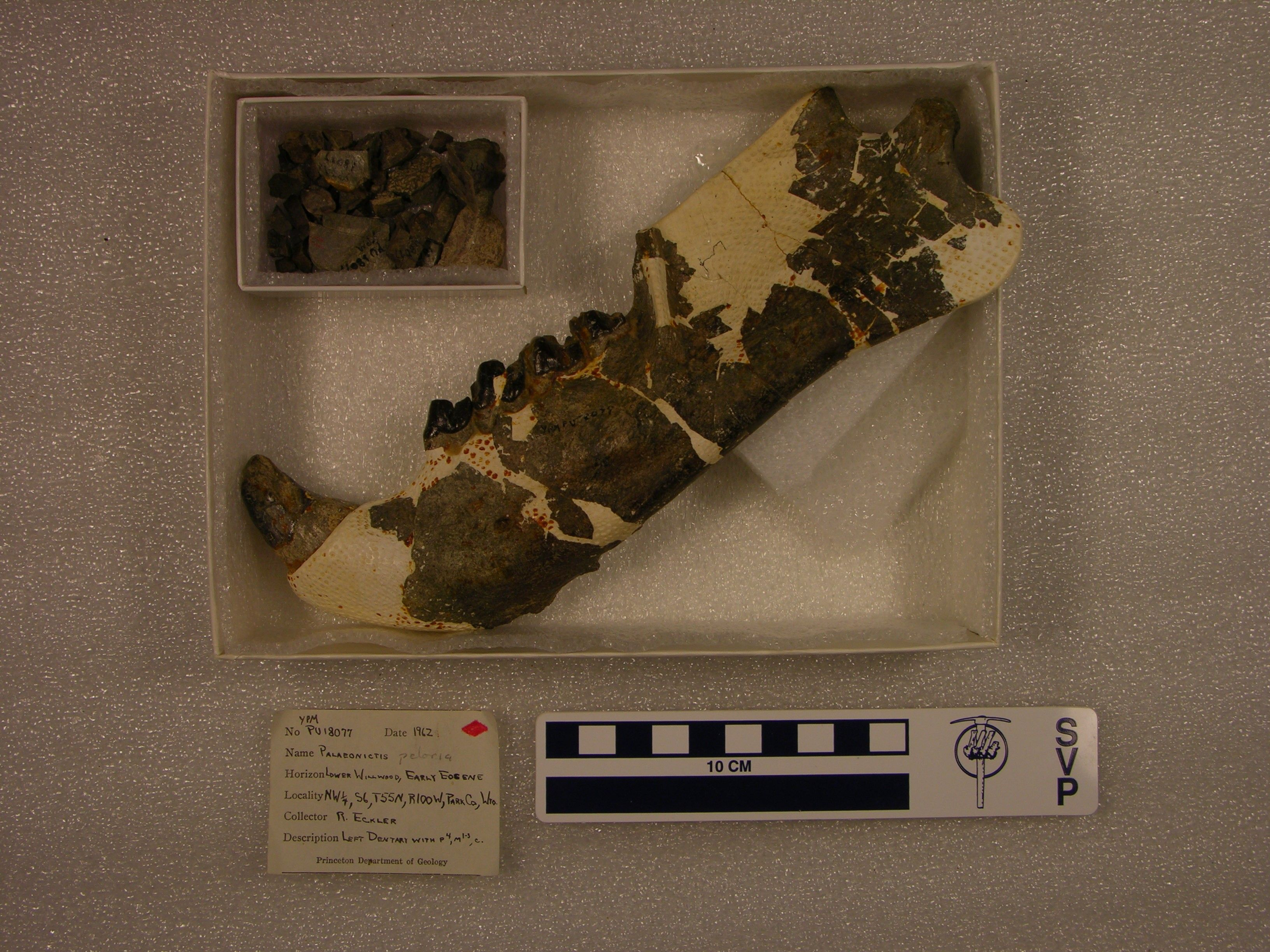
Mandibola di Palaeonictis peloria

Il genere Palaeonictis venne istituito da de Blainville nel 1842, sulla base di resti fossili ritrovati nel giacimento di Muirancourt in Francia, in terreni dell'inizio dell'Eocene; la specie tipo, Palaeonictis gigantea, era stata attribuita in precedenza a una lontra estinta, ed è nota anche per fossili provenienti dal Belgio e dall'Inghilterra. Altre specie appartenenti a Palaeonictis sono l'antica P. peloria del Paleocene del Wyoming, P. wingi dell'Eocene inferiore del Wyoming e P. occidentalis dell'Eocene inferiore di Wyoming e Colorado. 
Palaeonictis è un membro degli ossienodonti, un gruppo di mammiferi apparsi nel Paleocene e diffusisi nell'Eocene, che svilupparono notevoli attitudini carnivore. In particolare, Palaeonictis è un membro della sottofamiglia Ambloctoninae, considerata la meno specializzata del gruppo.

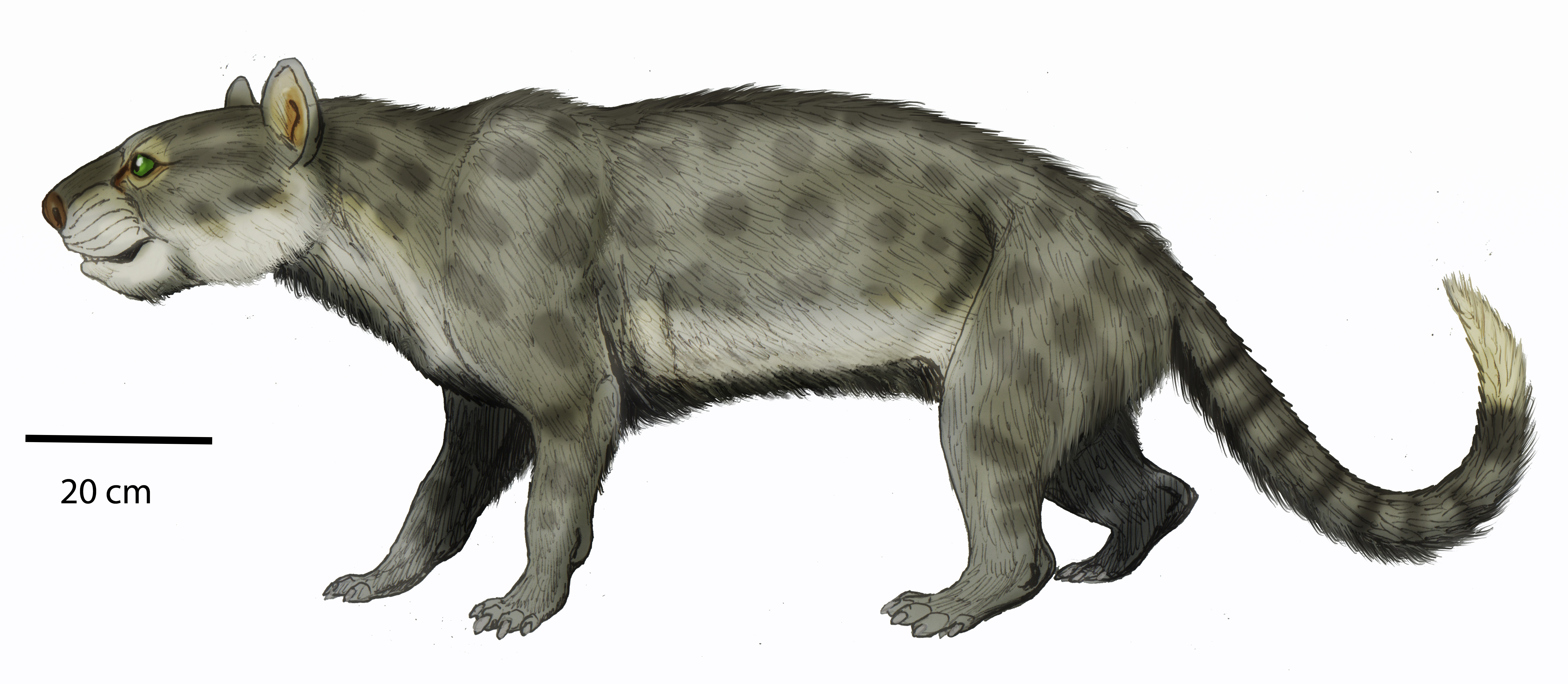
Ricostruzione di Palaeonictis occidentalis

## Paleoecologia
Le specie appartenenti al genere Palaeonictis dovevano essere onnivore, con una spiccata tendenza alla dieta carnivora. Le mascelle possenti e i denti più robusti di quelli di altri ossienodonti suggeriscono che Palaeonictis fosse in grado di spezzare le ossa, e che fosse almeno parzialmente un divoratore di carogne.
Uno studio ipotizza che una forma simile alla specie P. peloria del Paleocene del Nordamerica, di grande taglia, abbia dato origine a due specie più piccole nel corso dell'Eocene inferiore durante il massimo termico del Paleocene-Eocene (PETM), una in Nordamerica (P. wingi) e l'altra in Europa (P. gigantea). P. wingi, in seguito, potrebbe aver dato origine alla grande P. occidentalis in seguito al PETM in Nordamerica. La diffusione di Palaeonictis in Europa coinciderebbe con il rapido riscaldamento globale di circa 5-10 °C (Chester et al., 2010).